# Metro de Bombai
El metro de Bombai (o Mumbai) és una xarxa de transport públic de tipus metro que comunica la megalòpolis de Bombai, a l'Índia. L'any 2017, comprèn una única línia de 11,4 km construïda en viaductete i que comunica 12 parades del suburbi nord. La xarxa ha de tenir al final 7 línies d'una longitud total d'aproximadament 150 quilòmetres.

## Desenvolupament
El primer tram de la línia 1, que connecta els sectors de Versova amb als afores occidentals i Ghatkopar amb els afores orientals, es va inaugurar el 8 de juny de 2014. La construcció de les altres línies s’enfronta a problemes administratius i de finançament.

## Línia 1

### Explotació
La línia 1 circula, tots els dies, de 5 hores 30 fins a mitjanit amb un tren cada quatre minuts a les hores punta i cada vuit minuts a les hores vall. El temps de recorregut entre els dos terminals és de 20 minuts.
La primera línia del metro de Bombai està operada per un grup controlat en un 70 % pels operadors francesos Transdev i RATP Dev i en un 30% pel conglomerat indi Reliance a través de la seva filial Reliance Infrastructure. Oficialment, l'empresa operadora, que té al voltant de 600 empleats, s’anomena Metro One Operation Pvt. Ltd. (MOOPL). MOOPL opera, durant un període de 35 anys, sota el control de Mumbai Metro One Private Limited (MMOPL), també propietat de Reliance i de la Mumbai Metropolitan Region Development Authority (MMRDA). Es tracta d'un projecte realitzat íntegrament en col·laboració publicoprivada, un primer cas en el mercat ferroviari indi.

### Material rodant

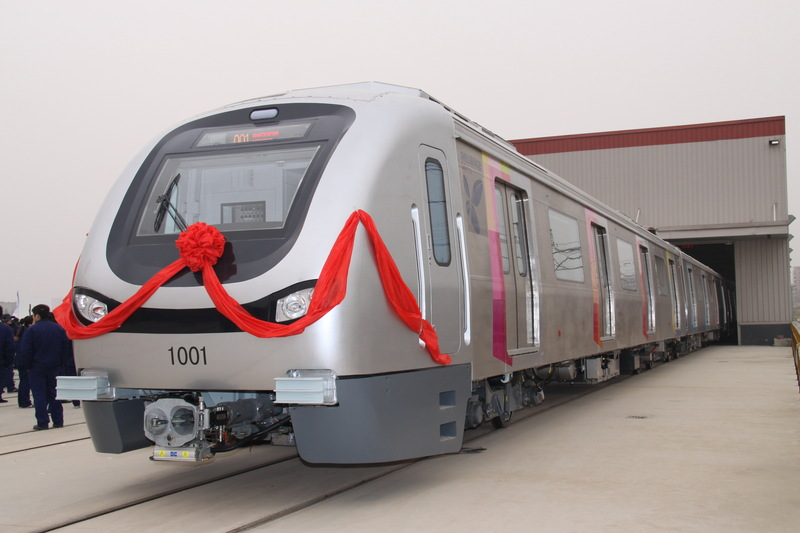
Tren en una presentació l'any 2010

La primera línia del metro de Bombai està equipada amb 16 trens de quatre cotxes produïts per CSR Nanjing. La capacitat d'un tren és de 1.100 passatgers.

### Freqüència
Després d'una punta de 500.000 viatges per dia el primer mes, la mitjana és de 260.000 viatges per dia, segons dades comunicades l'abril de 2015.

### Taller
El dipòsit i centre de manteniment de la primera línia del metro de Bombai és situat a Versova.

## Línies planificades o en curs de construcció

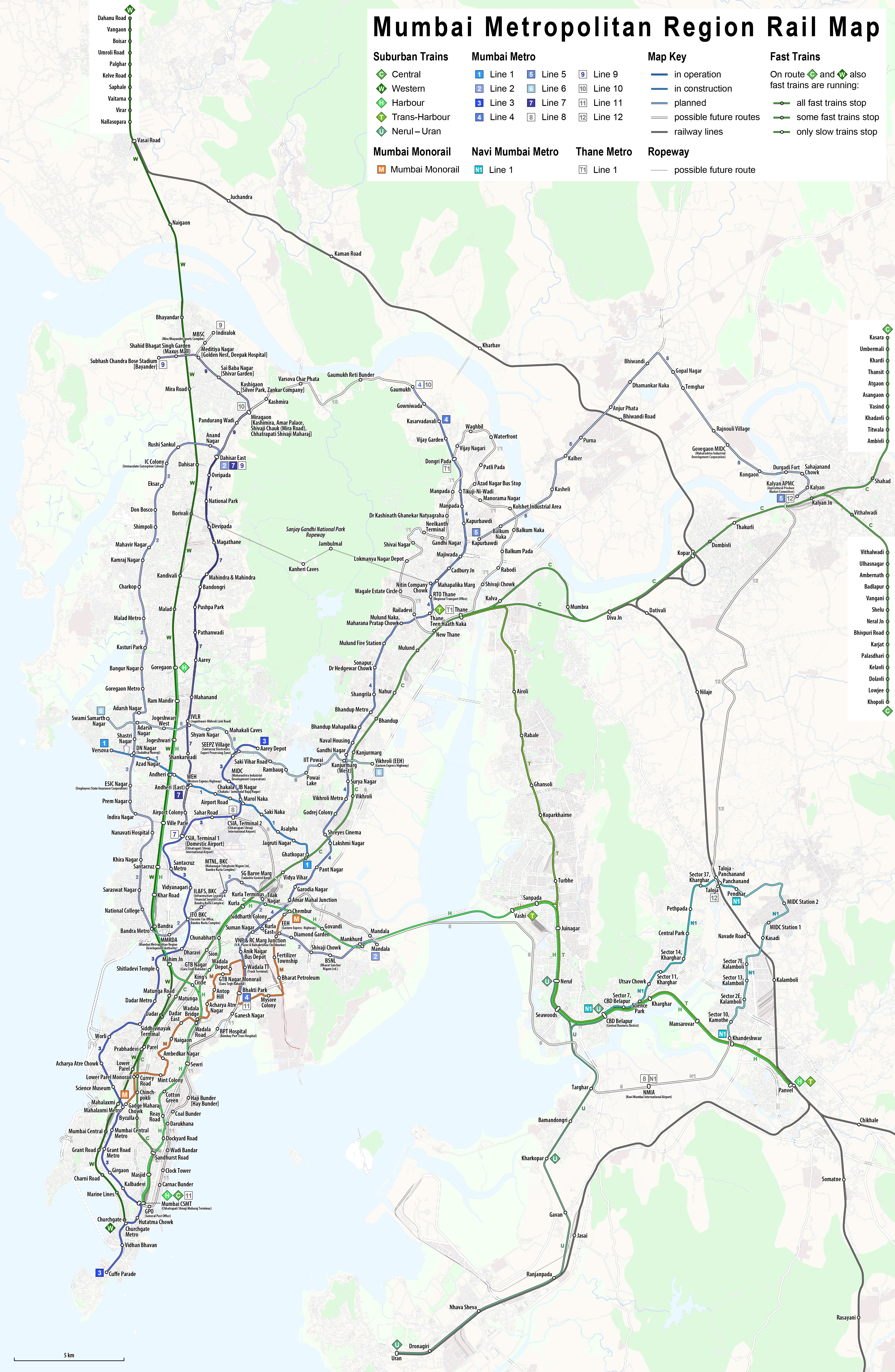
Pla topològic amb totes les rutes planificades

| Línia   | Terminal                              | Longitud                                                         | Nombre d'estacions | Situació  |
| ------- | ------------------------------------- | ---------------------------------------------------------------- | ------------------ | --------- |
| Ligne 2 | Dahisar - Mankhurd                    | 2A : 18,5 km (en viaducte) 2B : 23,6 km (en viaducte)            |                    | En estudi |
| Ligne 3 | Aarey Depot - Cuffe Parade            | 33 km (subsol)                                                   |                    | En estudi |
| Ligne 4 | Kasarvadavali - Wadala                | 33 km (en viaducte)                                              |                    | En estudi |
| Ligne 5 | Thane - Kalyan                        | 24,9 km (en viaducte)                                            |                    | En estudi |
| Ligne 6 | Swami Samarth Nagar - Vikhroli        | 14,5 km (en viaducte)                                            |                    | En estudi |
| Ligne 7 | Dahisar - Andheri Bhayander - CSIA T2 | 16,5km (en viaducte) 17 km (13,5 en viaducte i 3,5 km en subsol) |                    | En estudi |